# Bert Schroer
Bert Schroer (Gelsenkirchen, 10 de novembro de 1933) é um físico matemático alemão. Professor emérito em Berlim, é atualmente professor visitante no Rio de Janeiro. É conhecido por seu trabalho sobre teoria quântica dos campos locais, grupos de tranças, infrapartículas e outros tópicos relacionados à teoria quântica de campos.